# ميدل أوف أونر: أباف أند بييوند
ميدل أوف أونر: أباف أند بييوند (بالإنجليزية: Medal of Honor: Above and Beyond)‏ هي لعبة فيديو تصويب منظور الشخص الأول طورتها شركة ريسباون إنترتينمنت. وقد صدرت اللعبة في ديسمبر 2020.